# Fathi Al-Talhy
Fathi Saber Rashid Abdullah Al-Talhy (ur. 20 grudnia 1988 w Bengazi) – libijski piłkarz występujący na pozycji bramkarza w libijskim klubie Al-Nasr Bengazi oraz w reprezentacji Libii.

## Kariera reprezentacyjna

### Libia
W 2017 roku otrzymał powołanie do reprezentacji Libii. Zadebiutował 3 grudnia 2017 w meczu Pucharu CECAFA 2017 przeciwko reprezentacji Tanzanii (0:0).

## Statystyki

### Reprezentacyjne
(aktualne na dzień 27 marca 2021)
| Reprezentacja | Rok     | Mecze | Bramki |
| ------------- | ------- | ----- | ------ |
| Libia         |         |       |        |
| 2017          | 1       | 0     |        |
| 2020          | 1       | 0     |        |
| Ogólnie       | Ogólnie | 2     | 0      |

| Mecze i gole w reprezentacji | Mecze i gole w reprezentacji | Mecze i gole w reprezentacji | Mecze i gole w reprezentacji | Mecze i gole w reprezentacji | Mecze i gole w reprezentacji | Mecze i gole w reprezentacji | Mecze i gole w reprezentacji    |
| Lp.                          | Data                         | Miejsce                      | Gospodarz                    | Gość                         | Wynik                        | Gol                          | Rozgrywki                       |
| ---------------------------- | ---------------------------- | ---------------------------- | ---------------------------- | ---------------------------- | ---------------------------- | ---------------------------- | ------------------------------- |
| 1.                           | 03.12.2017                   | Machakos                     | Libia                        | Tanzania                     | 0:0                          |                              | Puchar CECAFA 2017              |
| 2.                           | 15.11.2020                   | Bata                         | Gwinea Równikowa             | Libia                        | 1:0                          |                              | el. Pucharu Narodów Afryki 2021 |